# Сезьки
Се́зьки — село в Україні, в Прилуцькому районі Чернігівської області. Населення становить 265 осіб. Входить до складу Ічнянської міської громади.

## Географія
Село Сезьки знаходиться в центральній частині району, на відстані 1 км від села Гейці.
Поруч проходить залізниця, станція Платформа 720 км за 0,5 км.
Відстань від Чернігова — близько 160 км (автошляхами — 171 км), до Ічні — 15 км. Найближча залізнична станція — Августівський на лінії Бахмач — Прилуки Полтавської дирекції залізничних перевезень за 3 км.
Площа села близько 1 км². Висота над рівнем моря — 153 м.

## Історія
Село засноване у XVII столітті.
У селі була Покровська церква
Станом на 1800 рік проживала 71 податкова душа.
Є на мапі 1812 року.
На мапі 1832 року - Сечьки на 52 двори.
У 1862 році у селі володарському та козачому Сезьки (Сечьки) була церква та 66 дворів, де жило 438 осіб (232 чоловічої та 206 жіночої статі).
На фронти Другої світової війни сталіністи насильно мобілізували 418 жителів, 127 з них за мужність і відвагу, проявлені в боях, нагороджені орденами і медалями СРСР, 204 — загинули. У 1971 році в селі споруджений монумент в пам'ять про 23-х місцевих мешканців, які були розстріляні німцями в роки окупації.
У повоєнний період у селі знаходилося відділення колгоспу «Ленінський шлях», за яким було закріплено 1755 гектарів сільськогосподарських угідь, у тому числі 1439 га орної землі. Це були багатогалузеві господарства, де вирощували зернові і технічні культури, займалося м'ясо-молочним тваринництвом.
На початку 1970-х населення села становило 1233 осіб. Нині(коли?) в селі живе 265 мешканців.
До 2017 року орган місцевого самоврядування — Сезьківська сільська рада.

## Інфраструктура
У селі є загальноосвітня школа, клуб, ФАП, магазин.

## Відомі особи
У Сезьках народився професор, академік НАН України, заслужений діяч науки і техніки України, лауреат Державної премії України в галузі науки і техніки Геєць Валерій Михайлович.